# Jan II z Badenii
Jan II z Badenii (ur. w 1434 r., zm. 9 lutego 1503 r. w Ehrenbreitstein) – arcybiskup Trewiru i książę-elektor Rzeszy od 1456 r. z rodu Zähringen.

## Życiorys
Jerzy był trzecim synem margrabiego Badenii Jakuba I i Katarzyny, córki Karola II, księcia Lotaryngii. Podobnie jak dwaj młodsi bracia, Jerzy i Marek, został przeznaczony do stanu duchownego (dwa starsi bracia mieli objąć dziedzictwo w Badenii). W 1445 otrzymał tzw. niższe święcenia, w 1448 r. został kanonikiem w Moguncji, później także w Kolonii i Strasburgu. Studiował w Erfurcie (gdzie był rektorem), Pawii i Kolonii. 
W czerwcu 1456 r. został wybrany przez kapitułę w Trewirze arcybiskupem Trewiru, musiał jednak pokonać trzech kontrkandydatów (w tym Teodoryka z Isenburga) oraz opór stanów księstwa biskupiego i miasta Trewir. Dokonał tego dzięki pomocy cesarza Fryderyka III Habsburga i papieża Kaliksta III (z powodu młodego wieku musiał otrzymać dyspensę pozwalającą na sprawowanie urzędu). Wraz ze swymi braćmi stał się ważnym instrumentem polityki cesarskiej w zachodniej części Niemiec. W 1461 r. w sporze o arcybiskupstwo Moguncji wraz z braćmi poparł Adolfa z Nassau. Uczestniczył w rozmowach cesarza z księciem Burgundii Karolem Zuchwałym w 1473 r. – doprowadził do ich zerwania, a następnie uczestniczył w wojnie między Burgundią a cesarzem. Wraz ze swoim młodszym bratem Jerzym doprowadził do skutecznego końca negocjacje w sprawie małżeństwa jedynej córki Karola Zuchwałego Marii Burgundzkiej z synem cesarza Maksymilianem Habsburgiem, do którego doszło w sierpniu 1477 r. 
W rządach księstwem odznaczał się twardą ręką, jednak z uwagi na duże zadłużenie i rosnącą inflację popadał w coraz większą zależność od kapituły i miejscowych stanów. Kontynuował rozpoczęte wcześniej działania na rzecz reformy klasztorów. Za jego panowania został założony uniwersytet w Trewirze. Środki finansowe księstwa obciążał wydatkami na budowę zamków oraz swój dwór. W ostatnim okresie życia, mimo sporu z Maksymilianem Habsburgiem o Boppard uzyskał jego poparcie dla mianowania na swego następcę syna swojego bratanka Jakuba II z Badenii, mimo oporu większości kapituły. Został pochowany w katedrze św. Piotra w Trewirze.